# Enrico Rossi
Enrico Rossi (n. 25 august 1958, Bientina, Toscana, Italia) este un politician italian, președinte al Toscana din 16 aprilie 2010 până în 8 octombrie 2020.